# Marin femkamp
Marin femkamp är en militär mångkamp bestående av fem grenar: hinderbana, livräddning, hindersim, sjömanskap och amfibielöpning . Sporten har sitt ursprung i Italien på 1950-talet och dess primära syfte var då att träna attack- och röjdykare.

## Allmänt
Sporten utförs individuellt och resultatet i varje gren ger en viss poäng, poängen summeras efter femte grenen för att kora en vinnare. Lagtävlingen utgörs av den sammanlagda poängen från de fyra bästa lagdeltagarna av de fem som ingår i herrlaget. För damerna räknas de två bästa av de tre lagdeltagarna. 
Herrarna och damerna genomför nästan identiska tävlingar med mindre anpassningar för att göra resultaten mellan könen så jämförbar som möjligt. Till exempel är damernas hinderbana kortare, de simmar utan kläder på livräddningen, de simmar endast 100 m på hindersimmet och springer utan uniform och vapen på amfibielöpningen. 
Under ett VM eller EM genomförs tävlingen normalt under fyra dagar, där de båda simgrenarna sker samma dag. Däremot brukar denna tid kortas på NM och SM. Vissa år har SM genomförts under endast en dag. Grenarna genomförs alltid i samma ordning: hinderbana, livräddning, hindersim, sjömanskap och amfibielöpning.

## Hinderbana
Hinderbanan är byggd utomhus, oftast med gräs eller tartar som underlag. Den är 305 meter för herrar och 280 meter för damer  , och består av tio respektive nio hinder . Hindren skall symbolisera en blandning av det traditionella sjömansarbetet (till exempel hinder nummer 9: att ta sig ut på en mastbom) och moment som en marinsoldat kan utsättas för (till exempel hinder nummer 5: kasta granater genom en dörr) Världsrekordet på hinderbanan har tysken Matthias Wesemann på tiden 1:45:7   som sattes 2009 på VM i Tyskland. 

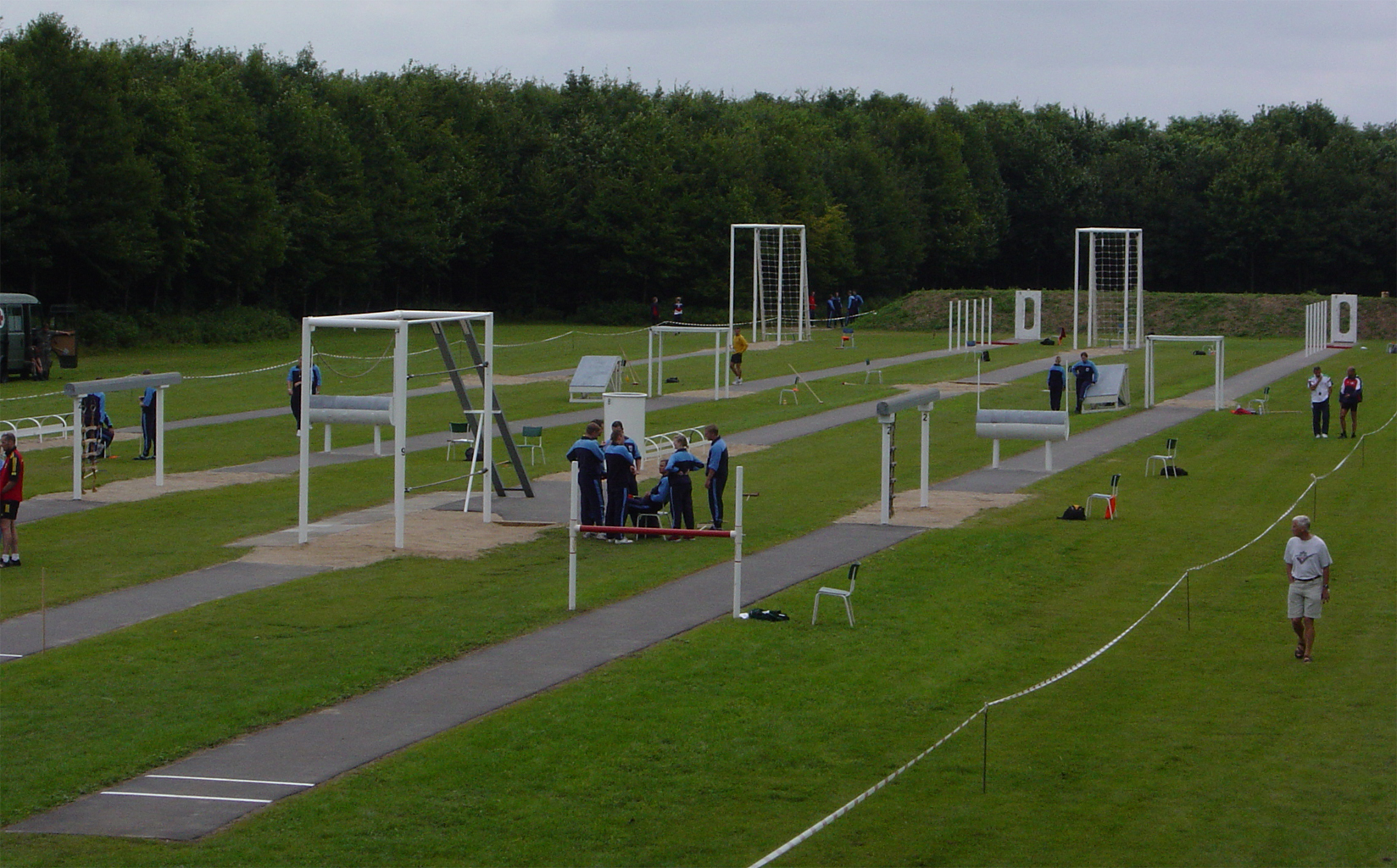
Hinderbanan i marinfemkamp

## Livräddning
Livräddningsgrenen genomförs i en 25-meterspool. Sträckan är 75 meter, första 15 meterna simmas under vattnet för att simulera ett oljeläckage med brand på ytan. Därefter simmas 35 meter frisim, sedan tas byxor och jacka av och en nerdykning sker till 4 meters djup där en vattenfylld docka hämtas som ska bogseras de sista 25 meterna. Damerna bär ej uniform utan endast baddräkt. Nordiskt rekord på livräddningen har svensken Jesper Levander på tiden 0:53.4  . Detta rekord sattes under NM på Berga 2011.  

## Hindersim
Den här grenen skall likna ett attack- eller röjdykaruppdrag. Endast bifenor är tillåtna men monokick under vattnet används eftersom detta är det snabbaste sättet att simma. Hindersimmet genomförs i en 25-meterspool. Totalt är det 125 m för herrar och 100 m för damer. Sträcka ett är 25 m under vattnet, sträcka två innebär bogsering av ett gevär. Sträcka tre genomför med en passering av ett nät på 3 m djup. På sträcka fyra passeras en tunna och en slangkoppling på botten öppnas. Sista sträckan är 25 m simsträcka.  Damerna bogserar inte geväret utan börjar på sträcka 2. Världsrekordet för damer har Carolina Nordvall från Sverige, 0:51.8 sekunder, detta satte hon under NM på Berga 2011.

## Sjömanskap

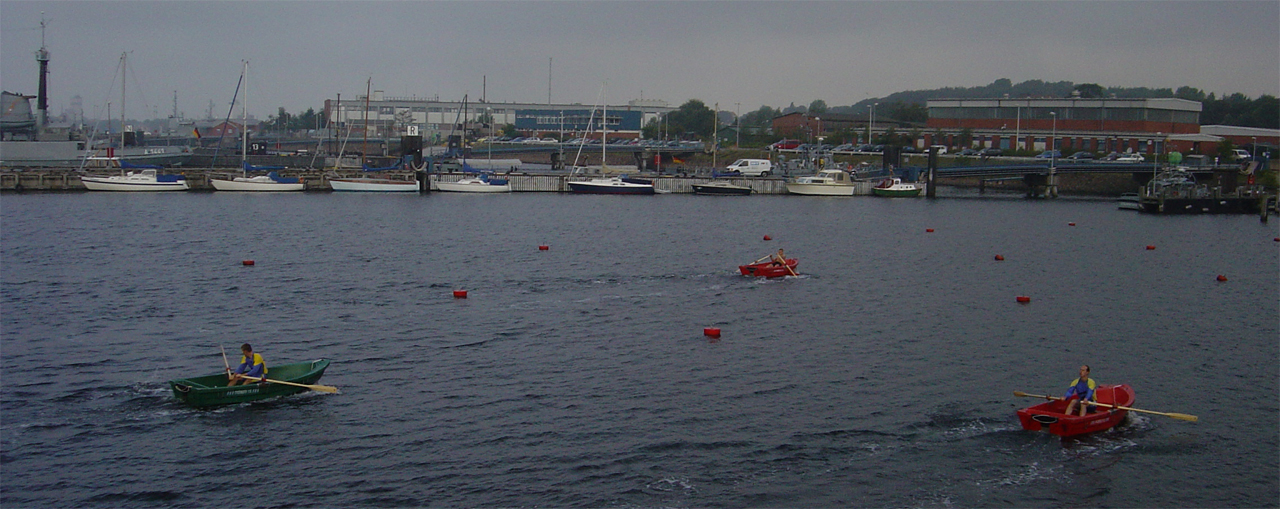
Sjömanskap

Grenen skall efterlikna de moment som en sjöman utövar i sin tjänst. I grenen ingår att klättra upp i en mast och fästa fem trä-peggar för att simulera segelarbete, samt att dra upp en tross, fästa ett kasttåg, och ro en roddbåt omkring 400 meter längs en bana bestående av bojar.

## Amfibielöpning
Grenen skall likna de fysiska prövningar som en militär ordonnans i skärgårdsmiljö utsätts för. Grenen inkluderar 2400 m löpning, 100 m paddling, skytte från 50 m på skidskyttemål samt handgranatskastning. Vid bom på skyttet eller miss vid kastningen springs straffrundor.

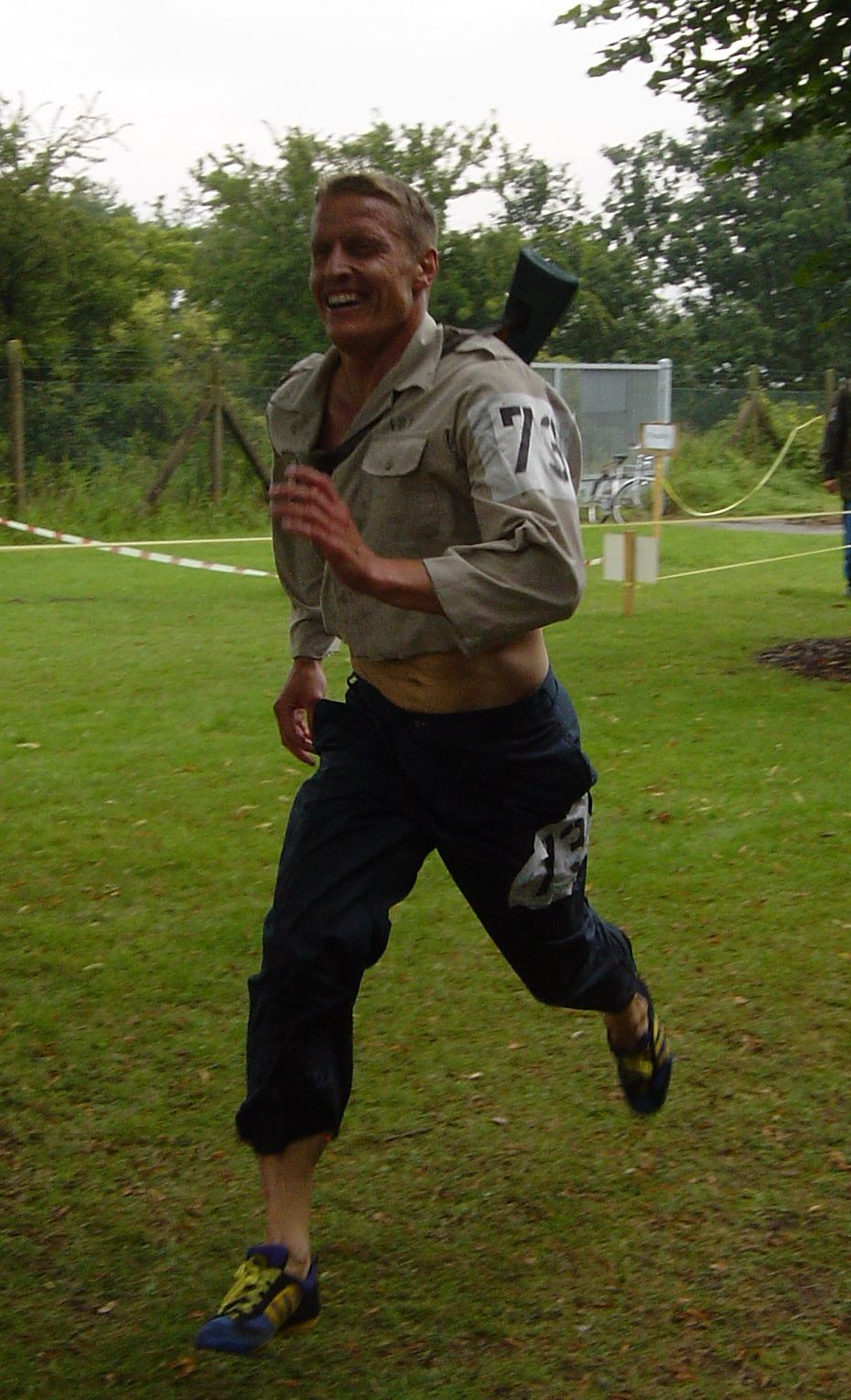
Amfibielöpning

## Svenska framgångar
Sverige har näst efter USA flest guldmedaljer i lag för herrar. Flera svenska herrar har blivit världsmästare individuellt; bland andra Pontus Olander 2000, Niclas Fagrell 1994 och 1995, Jonas Bergabo 1991. På damsidan har Sverige två VM-guld: Sara Normann 2003 samt Helene Willix 1995